# Сенека (Канзас)
Сенека (англ. Seneca) — місто (англ. city) в США, в окрузі Немага штату Канзас. Населення — 2139 осіб (2020).

## Географія
Сенека розташована за координатами 39°50′16″ пн. ш. 96°4′9″ зх. д. / 39.83778° пн. ш. 96.06917° зх. д. (39.837748, -96.069085).  За даними Бюро перепису населення США в 2010 році місто мало площу 4,23 км², уся площа — суходіл.

## Демографія
Згідно з переписом 2010 року, у місті мешкала 1991 особа в 908 домогосподарствах у складі 509 родин. Густота населення становила 471 особа/км².  Було 982 помешкання (232/км²).
Расовий склад населення:
| - 98,6 % — білих - 0,4 % — чорних або афроамериканців - 0,2 % — корінних американців - 0,1 % — вихідців з тихоокеанських островів - 0,1 % — азіатів |

До двох чи більше рас належало 0,4 %. Частка іспаномовних становила 0,7 % від усіх жителів.
За віковим діапазоном населення розподілялося таким чином: 20,2 % — особи молодші 18 років, 51,6 % — особи у віці 18—64 років, 28,2 % — особи у віці 65 років та старші. Медіана віку мешканця становила 49,2 року. На 100 осіб жіночої статі у місті припадало 94,1 чоловіків;  на 100 жінок у віці від 18 років та старших — 90,9 чоловіків також старших 18 років.
Середній дохід на одне домашнє господарство  становив 50 296 доларів США (медіана — 38 611), а середній дохід на одну сім'ю — 67 253 долари (медіана — 61 250). Медіана доходів становила 43 650 доларів для чоловіків та 30 064 долари для жінок. За межею бідності перебувало 11,8 % осіб, у тому числі 16,2 % дітей у віці до 18 років та 10,4 % осіб у віці 65 років та старших.
Цивільне працевлаштоване населення становило 952 особи. Основні галузі зайнятості: освіта, охорона здоров'я та соціальна допомога — 23,1 %, виробництво — 21,0 %, роздрібна торгівля — 12,9 %, транспорт — 6,9 %.